# Księżyc i syn
Księżyc i syn (ang. The Moon and the Son: An Imagined Conversation) – amerykański animowany film krótkometrażowy z 2005 roku w reżyserii Johna Canemakera. 

## Nagrody
| Nazwa nagrody | Wygrane                                                                       | Nominacje    |
| ------------- | ----------------------------------------------------------------------------- | ------------ |
| Oscar         | 2006 Najlepszy krótkometrażowy film animowany John Canemaker oraz Peggy Stern | 2006 wygrana |